# AKB1じ59ふん!
『AKB1じ59ふん!』（エーケービーいちじごじゅうきゅうふん）は、2008年1月25日から3月28日まで毎週金曜1時59分 - 2時29分（木曜深夜）に日本テレビ（関東ローカル）で放送されていたバラエティ番組。ハイビジョン制作。

## 概要
AKB48初の地上波レギュラー冠番組。メンバーが様々な試練にチャレンジし、楽曲も披露する。
番組開始前段階の仮タイトルは『AKBパーティー』だった。
2008年3月28日の放送をもって終了することになったが、4月から『AKB0じ59ふん!』が曜日・放送時間を移動してスタート。さらに10月より開始時間を繰り上げ、番組名を『AKBINGO!』に変え、2019年9月までシリーズが継続することになる。
番組全編を通して、10個揃えると何でも夢が叶うという「推しピンバッジ」をそれぞれのメンバーが集めるという構成になっていた。
番組ロゴやテロップに登場する番組キャラクターは「AKBEAR」（エーケーベアー）。

## 出演者
所属チームは番組終了日（2008年3月28日）当時
- AKB48

  - チームA：板野友美、大島麻衣、川崎希、小嶋陽菜、佐藤由加理、篠田麻里子、高橋みなみ、戸島花、前田敦子、峯岸みなみ
  - チームK：秋元才加、大島優子、大堀恵、小野恵令奈、河西智美、佐藤夏希、野呂佳代、宮澤佐江
  - チームB：浦野一美、多田愛佳、柏木由紀、菊地彩香、平嶋夏海、渡辺麻友
- 高田純次
- バッドボーイズ

### ゲスト
- イジリー岡田 - 罰ゲーム時のレギュラーゲスト （2、3）
- クロちゃん - 前田敦子、大島麻衣推し （5 - 7）

## 放送日程
| 回 | 放送日  | 日直                                    | 放送内容 | ライブ                                            |
| -- | ------- | --------------------------------------- | --- | ------------------------------------------------- |
| 1  | 1月25日 | 佐藤夏希 野呂佳代 ↓ 板野友美 小嶋陽菜   | - AKB48新番組スタート! - AKB48の素顔を暴け!                                                                                            | ロマンス、イラネ                                  |
| 2  | 2月1日  | 板野友美 小嶋陽菜                       | - スベってアピって! 天国と地獄ゲーム!                                                                                                  | ロマンス、イラネ                                  |
| 3  | 2月8日  | 佐藤夏希 野呂佳代 ↓ 篠田麻里子 宮澤佐江 | - 正しいアイドルの生きる道!! - ほどいてアピって! 人間知恵の輪ゲーム - 悩めるアイドルの駆け込み寺 純寺                                  | ロマンス、イラネ（LIVE）                          |
| 4  | 2月15日 | 篠田麻里子 宮澤佐江                     | - 正しいアイドルの生きる道!! - 前田敦子出演のドラマに潜入 - 私たち推してください!                                                      | 桜の花びらたち2008（LIVE）                        |
| 5  | 2月22日 | 前田敦子 浦野一美                       | - 一般の方にアピって推しピンをもらおう!! - 彼氏をドキドキさせる一言 - 友達になってね! おシリ合いチキンレース!! - 私たち推してください! | 最後の制服                                        |
| 6  | 2月29日 | 佐藤由加理 平嶋夏海                     | - 一般の方にアピって推しピンをもらおう!! - 相手を傷つけない一言 - 友達になってね! おシリ合いチキンレース!! - 私たち推してください!     | 桜の花びらたち2008（PV）                          |
| 7  | 3月7日  | 大島麻衣 大島優子                       | - 第1回 AKB48キャラデミー賞 - ビビリじゃないもん! 触って触って神経衰弱 - 私たち推してください!                                         | 桜の花びらたち2008 （LIVE、ディレクターズカット） |
| 8  | 3月14日 | 大堀恵 川崎希                           | - 祝ドラマデビューなちのん女優への道 - 目指せ大女優! 演じてダマして演技力バトル - 私たち推してください!                                | 桜の花びらたち2008                                |
| 9  | 3月21日 | 秋元才加 佐藤由加理                     | - メンバーへの不満を投稿! AKB目安箱 - 目指せ大女優! 演じてダマして演技力バトル - 悩めるアイドルの駆け込み寺 純寺                       | 桜の花びらたち2008                                |
| 10 | 3月28日 | 多田愛佳 渡辺麻友                       | - 第2回 AKB48キャラデミー賞 - 運動オンチじゃないもん! 高田さんがこ〜ろんだ!!                                                           | 桜の花びらたち2008                                |

## コーナー

### 私たち推してください!
毎回色々なタレントを訪ねて、出演メンバーの中から1人推しメンを選んで発表するコーナー。第4回から第8回の放送で行われた。
| 回 | ゲスト                                      | 推しメン           |
| -- | ------------------------------------------- | ------------------ |
| 4  | 渡辺正行                                    | 大島麻→峯岸        |
| 5  | ビビる大木                                  | 戸島               |
| 6  | 中山秀征                                    | 戸島               |
| 7  | 矢作兼（おぎやはぎ）                        | 小嶋               |
| 8  | THE ALFEE（桜井賢・坂崎幸之助・高見沢俊彦） | 板野・篠田・佐藤由 |

## 主題歌・挿入歌
- オープニング・コーナー間繋ぎBGM：「会いたかった」
- コーナー紹介・コーナー中BGM：「くるくるぱー」
- スポンサースクロール・コーナー紹介：「僕の太陽」

使用楽曲
- 「AKB48」、「誕生日の夜」、「投げキッスで撃ち落せ!」、「誰かのために」

## スタッフ
- 企画協力：秋元康
- 構成：桝本壮志（吉本興業）、三田卓人
- TM：古川誠一
- AUD：太田黒健至
- SW：村松明
- VE：田口徹
- CAM：渡辺滋雄
- 照明：小笠原雅登
- 美術：高津光一郎、栗原純二、波多野真理
- TK：桜井英美子（現:桜井えみこ）
- 編集：佐藤貴之（東北朝日プロダクション）
- 美術協力：日本テレビアート
- 音効：高取謙（Thee BLUEBEAT）、古野達生
- MA：白子七恵（読売映像）
- ナレーター：岩見聖次（クレイジーボックス、大島優子推し）
- 編成企画：毛利忍
- 営業：阿部真一郎
- 協力：AKS
- 編成：前田伸一郎
- 広報：柳沢典子
- 制作協力：Ecompany、acro
- AP：村上早苗（Ecompany）
- ディレクター：藤原耕治、山下朋洋、野上貢、森栄一郎（オンリー・ワン）
- デスク：寺田マユミ（現:寺田まゆみ）
- 演出：佐々木俊勝（Ecompany）、小俣猛
- プロデューサー：南波昌人、浪岡厚生（Ecompany）、齋藤匠（acro）
- チーフプロデューサー：土屋泰則
- 製作著作：日本テレビ